# Lamprospilus coelicolor
Espèce
Lamprospilus coelicolor est une espèce d'insectes lépidoptères (papillons) appartenant à la famille des Lycaenidae, à la sous-famille des Theclinae et au genre Lamprospilus.

## Dénomination
Lamprospilus coelicolor a été décrit par Arthur Gardiner Butler et Herbert Druce en 1872 sous le nom initial de Strymon coelicolor.
Synonymes : Thecla myrsina Hewitson, 1874; Thecla hena Hewitson, 1874.

### Nom vernaculaire
Lamprospilus coelicolor se nomme Central American Groundstreak en anglais.

## Description
Lamprospilus coelicolor est un petit papillon aux antennes et aux pattes annelées de blanc et de marron, avec deux fines queues, une longue et une courte à chaque aile postérieure.
Le dessus est bleu clair métallise veiné et largement bordé de marron.
Le revers est beige orné aux ailes antérieures et aux ailes postérieures d'une ligne postdiscale et d'une ligne submarginale blanches, et aux ailes postérieures de deux gros ocelles orange pupillés de marron, situés un entre les deux queues et un à l'angle anal.

## Écologie et distribution
Lamprospilus coelicolor est présent au Mexique, au Costa Rica, au Nicaragua, à Panama, en Colombie et en Guyane,,.

### Protection
Pas de statut de protection particulier.